# Jeff Cronenweth
Jeffrey Scott "Jeff" Cronenweth, ASC (ur. 14 stycznia 1962 w Los Angeles) – amerykański operator filmowy.
Syn operatora Jordana Cronenwetha, autora zdjęć do filmu Łowca androidów. Ukończył USC School of Cinema-Television. Był dwukrotnie nominowany do Oscara, za zdjęcia do The Social Network (2011) i Dziewczyny z tatuażem (2012).
Jest stałym współpracownikiem Davida Finchera. W 2013 zrealizował zdjęcia do teledysków Davida Bowiego The Stars (Are Out Tonight) oraz The Next Day.

## Wybrana filmografia
- Podziemny krąg (Fight Club, 1999)
- Zdjęcie w godzinę (One Hour Photo, 2002)
- K-19 The Widowmaker (2002)
- Do diabła z miłością (Down With Love, 2003)
- The Social Network (2010)
- Dziewczyna z tatuażem (The Girl with the Dragon Tattoo, 2011)
- Hitchcock (2012)
- Gone Girl (2014)